# Sylvia Goeschke
Sylvia Goeschke (* 6. Juni 1942 in Basel) ist eine Schweizer Malerin, Grafikerin, Bildhauerin und Kunstlehrerin.

## Leben und Werk

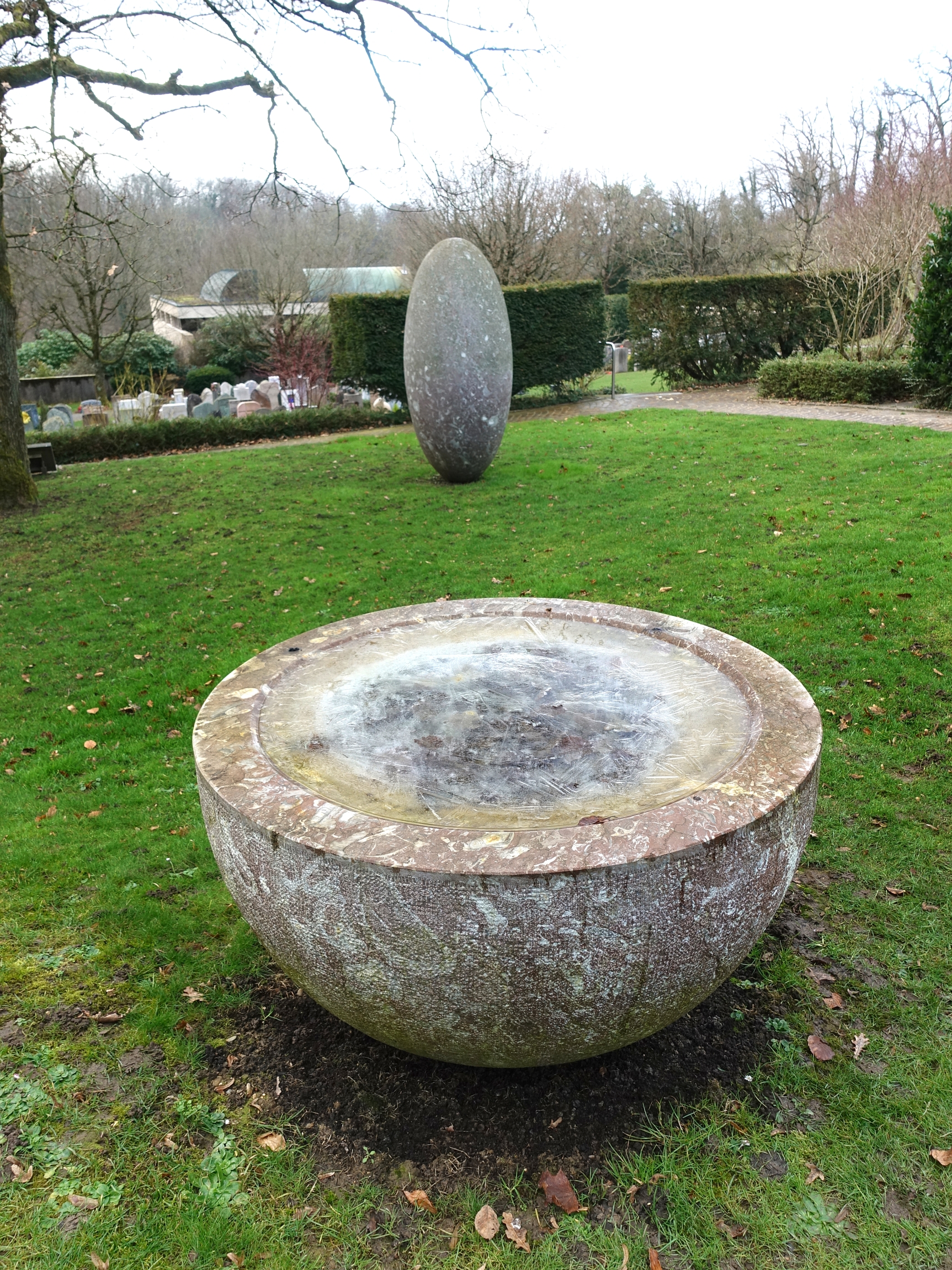
2004. Metamorphose. Friedhof Schönenberg, Bottmingen

Sylvia Goeschke besuchte nach dem Vorkurs von 1962 bis 1966 die Grafikfachklasse an der Schule für Gestaltung Basel.
Anschliessend arbeitete sie bis 1974 als Grafikerin im Werbeatelier der Hoffmann-La Roche. Daneben besuchte sie von 1968 bis 1972 die Malklasse von Franz Fedier an der Schule für Gestaltung Basel, wo sie selber von 1991 bis 2003 unterrichtete. Anschliessend unterrichtete sie bis 2014 an der Volksschule beider Basel.
Sylvia Goeschke ist seit 1972 als freischaffende Malerin und Bildhauerin tätig. Sie ist Mitglied der Gesellschaft schweizerischer Malerinnen, Bildhauerinnen und Kunstgewerblerinnen (GSMBK). Ihre Werke stellte sie in zahlreichen Einzel- und Gruppenausstellungen aus.
Auch schuf Sylvia Goeschke zahlreiche Wandgemälde und Werke, die im öffentlichen Raum zu sehen sind. 1974 gewann sie mit ihren drei Chromstahlplastiken «Geisir» den vom Kunstkredit Basel-Stadt ausgeschriebene Wettbewerb für das Klinikum 2 des Universitätsspitals Basel.
1975 entstand in Zusammenarbeit mit Paul Agustoni, Benno Fosca, Jaqueline Oppenheim und Klaus Rueggsegger die Pausenanlage auf dem Gelände der Kantonsschule Baden. 2004 schuf sie das Werk «Metamorphose» für den Friedhof Schönenberg in Bottmingen. 1989 schuf sie aus Anlass des Hundertjahrjubiläums des Verkehrs- und Verschönerungsvereins den «Jubiläumsbrunnen» aus Jurakalkstein in Liestal.

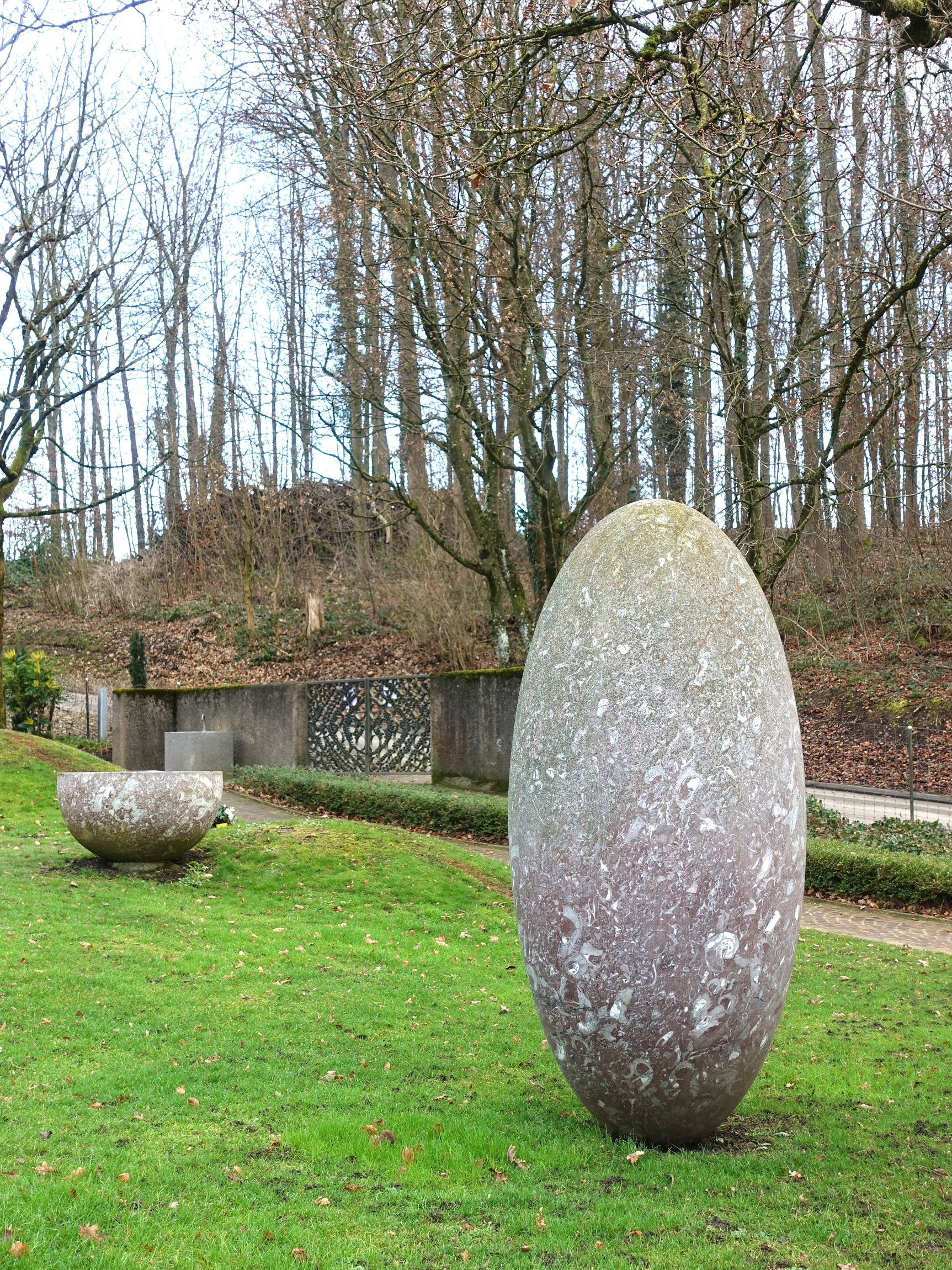
2004. Metamorphose. Friedhof Schönenberg, Bottmingen